# Milagros Collar
Milagros Collar, född 15 april 1988 i Madrid, är en spansk professionell damvolleybollspelare. Under 2018 och 2019 spelade hon sin klubblagshandboll för Suwon Hyundai Engineering & Construction Hillstate i sydkoreanska V-League. På landslagsnivå representerar hon sedan 2006 Spaniens damlandslag i volleyboll. Hennes position är högerspiker, och i klubblaget spelar hon med nummer 20 på tröjan. Innan Milagros Collar kom till Sydkorea har hon varit proffs i Spanien, Italien, Frankrike, Rumänien och Turkiet.

## Klubblagskarriär
- CV JAV Olímpico: (2004-2010)
- CAV Murcia 2005: (2010-2011)
- Pallavolo Pontecagnano Faiano: (2011-2012)
- Entente Sportive Le Cannet-Rocheville: (2012-2013)
- CSM Volei Alba Blaj: (2013-2014)
- CS Dinamo București: (2014-2015)
- CSM Târgoviște: (2015-2018)
- Nilüfer Belediyespor: (2018)
- Suwon Hyundai E&C: (2018-2019)
- Békéscsabai RSE: (2018-2019)
- CS Dinamo București: (2020-2021)
- PAOK Thessaloniki: (2021-2022)
- AVR Atletik: (2022-)

## Landslagskarriär
- Spaniens damlandslag i volleyboll: (2006-)